# أرشي موريساكا
أرشي موريساكا (مواليد 2 يونيو 1996) هو ملاكم ياباني، مثّل بلاده في الألعاب الأولمبية الصيفية 2016.

## وصلات خارجية
أرشي موريساكا على موقع بوكس ريك (الإنجليزية) (registration required)
- أرشي موريساكا على موقع اللجنة الأولمبية الدولية (الإنجليزية)
- أرشي موريساكا على موقع أوليمبيديا (الإنجليزية)